# HMS Zealous (R39)
La HMS Zealous (pennant number R39) fu un cacciatorpediniere della Royal Navy britannica, appartenente alla classe Z; entrata in servizio nell'ottobre del 1944, partecipò alle fasi finali della seconda guerra mondiale, operando prevalentemente nel Mare del Nord.
Dopo la guerra la nave venne venduta ad Israele nel luglio del 1955, entrando in servizio con la marina militare israeliana sotto il nome di INS Eilat (pennant number K-40). Nell'ottobre del 1967, la nave venne affondata da missili lanciati da unità navali egiziane davanti Porto Said; l'episodio rappresentò una delle peggiori sconfitte patite dalla marina israeliana, nonché il primo caso di affondamento di un'unità da guerra da parte di questo nuovo sistema d'arma.

## Storia

### Servizio nellaRoyal Navy
Impostata nei cantieri navali Cammell Laird di Birkenhead il 5 maggio 1942, la nave venne varata il 28 febbraio 1944 con il nome di Zealous ("zelante" in inglese), terza unità navale britannica a portare questo nome. Entrata in servizio il 9 ottobre 1944, venne assegnata alla 23rd Destroyer Flotilla della Home Fleet, di stanza a Scapa Flow.
Tra il novembre ed il dicembre del 1944 partecipò a diverse missioni nelle acque prospicienti la costa della Norvegia, facendo da scorta alle portaerei britanniche impegnate a lanciare incursioni aeree contro le postazioni costiere tedesche. A partire dal gennaio del 1945, la Zealous fece da scorta a diversi convogli navali diretti in URSS lungo la rotta del Mar Glaciale Artico; il 14 febbraio venne inviata insieme ad altri tre cacciatorpediniere (HMCS Sioux, HMS Zambesi ed HMS Zest) ad evacuare dall'isola di Sørøya 525 civili norvegesi, rimasti senza cibo dopo che tutte le barche da pesca della piccola comunità erano state requisite dai tedeschi. Nella notte del 5 aprile 1945 la nave, insieme ad altri quattro cacciatorpediniere, attaccò a sorpresa un convoglio tedesco all'imboccatura dello Jøssingfjord, nella Norvegia meridionale, contribuendo ad affondare un mercantile ed a danneggiarne altri due. Continuò poi ad operare come nave scorta delle unità maggiori della Home Fleet fino alla conclusione delle ostilità.
Dopo la fine della seconda guerra mondiale, venne riassegnata alla 4th Destroyer Flotilla, sempre all'interno della Home Fleet; nell'agosto del 1947 l'unità fu ritirata dal servizio attivo e posta in disarmo a Plymouth. Nel 1950 venne sottoposta a lavori di ristrutturazione a Cardiff, prima di essere trasferita a Penarth; il 15 luglio 1955 la nave venne venduta alla marina israeliana

### Servizio nellaHeil HaYam HaYisraeli
La nave venne rinominata INS Eilat, in onore dell'omonima città israeliana; dopo ulteriori lavori di riparazione a Liverpool, l'unità entrò ufficialmente in servizio con i nuovi proprietari nel luglio del 1956.
Nell'ottobre del 1956 la nave prese parte agli eventi della crisi di Suez, inserita in una task force insieme alla gemella INS Yafo (l'ex cacciatorpediniere britannico HMS Zodiac). La mattina del 31 ottobre, le due navi vennero inviate alla ricerca del cacciatorpediniere egiziano Ibrahim el Awal, che poche ore prima aveva bombardato il porto israeliano di Haifa; i cacciatorpediniere israeliani individuarono l'unità egiziana intorno alle 5:07, iniziando subito un serrato scontro a fuoco. Grazie alla loro maggiore velocità e volume di fuoco, le due unità israeliane riuscirono a mettere a segno diversi colpi sul cacciatorpediniere egiziano; intorno alle 7:00, dopo che due Dassault MD 450 Ouragan dell'aviazione israeliana ebbero inflitto ulteriori danni alla nave, la Ibrahim el Awal fermò i motori ed alzò bandiera bianca. La nave venne presa in consegna dai marinai israeliani, e pochi mesi dopo, una volta riparata, entrò in servizio con la marina israeliana sotto il nome di INS Haifa.
Nel giugno del 1967, dopo gli eventi della guerra dei sei giorni, la nave venne impiegata in diverse missioni di pattugliamento delle coste della penisola del Sinai, da poco strappata dagli israeliani all'Egitto. Nella notte tra l'11 ed il 12 luglio, un mese dopo la fine ufficiale delle ostilità, la Eilat e due torpediniere israeliane individuarono due torpediniere egiziane in navigazione al largo di Români; subito attaccate, entrambe le unità egiziane vennero rapidamente affondate.
Nel pomeriggio del 21 ottobre seguente, la Eilat era impegnata in una missione analoga, compiendo un pattugliamento di routine a circa 14,5 miglia dalla costa egiziana, davanti alla città di Porto Said. Intorno alle 17:26 la nave venne intercettata da due motocannoniere missilistiche egiziane classe Komar, che stazionavano proprio davanti al porto: una delle unità egiziane lanciò contro il cacciatorpediniere i due missili Styx di cui era dotata. La nave israeliana si accorse dell'attacco solo all'ultimo momento, visto che la vicinanza alla terraferma delle due unità egiziane confondeva i segnali del radar: nonostante le manovre evasive ed i tentativi di abbattere il missile con le mitragliatrici di bordo, intorno alle 17:32 il primo Styx colpì la Eilat poco sopra la linea di galleggiamento; due minuti più tardi, anche il secondo missile colpì il cacciatorpediniere, distruggendo la sala macchine. Con la nave in fiamme e completamente immobile, il comandante della Eilat richiese assistenza e soccorso, ma dopo circa un'ora la seconda cannoniera egiziana lanciò altri due missili: uno di questi colpì il cacciatorpediniere a mezzanave, provocando ulteriori incendi, mentre il quarto finì fuori rotta ed impattò in mare poco lontano. Intorno alle 20:00, lo scafo in fiamme della Eilat si inabissò; dei 199 membri dell'equipaggio, 47 rimasero uccisi e 41 feriti.
L'affondamento della Eilat rappresentò un duro colpo al morale della marina israeliana, mentre al contrario venne accolto con gioia dalle popolazioni arabe; tre giorni più tardi, come rappresaglia per l'attacco, l'artiglieria israeliana appostata lungo la sponda del canale di Suez aprì il fuoco per tre ore sulla stessa Suez, provocando gravi danni e vasti incendi nelle raffinerie petrolifere della zona portuale. L'azione costituì il primo caso in cui una grande nave da guerra veniva affondata da missili antinave, rendendo palese la minaccia costituita da questi nuovi sistemi d'arma, e costituendo così uno stimolo per varie marine militari ad approntare mezzi simili; la stessa marina israeliana decise di accelerare i programmi per la costruzione delle proprie motocannoniere missilistiche classe Sa'ar I/III, le prime delle quali entrarono in servizio sul finire del dicembre del 1967.